# 플로리다 프리버스

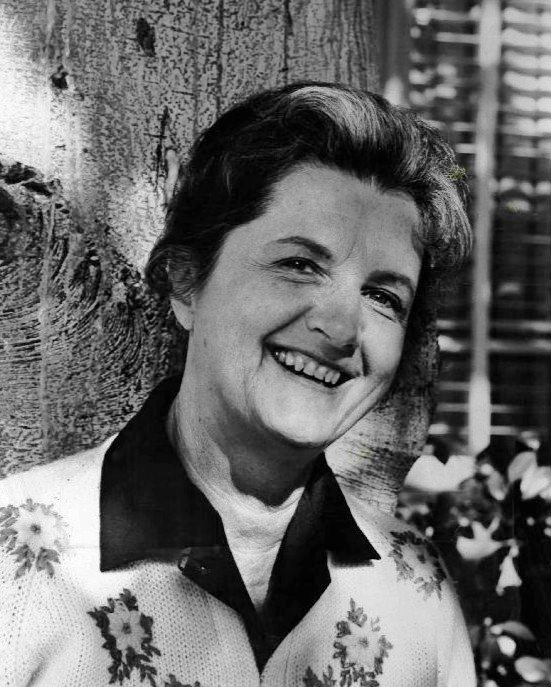

플로리다 프리버스(Florida Friebus, 1909년 10월 10일 ~ 1988년 5월 27일)는 미국의 배우, 연극 배우, 텔레비전 배우, 각본가, 영화배우이다.
오번데일 (매사추세츠주)에서 태어났다.

## 영화
- 명탐정 바나비 존즈 (1973년)
- 하이 스쿨 컨디덴셜! (1958년)